# Elionor d'Anglaterra i de Castella
|  | Per a altres significats, vegeu «Elionor d'Anglaterra (desambiguació)». |

Elionor d'Anglaterra (Windsor, Anglaterra 1269 - Gant, Bèlgica 29 d'agost del 1298), princesa d'Anglaterra i reina consort d'Aragó (1285-1291).
Nasqué al castell de Windsor el 17 de juny de 1264, sent la cinquena filla del rei Eduard I d'Anglaterra i de la seva primera muller, Elionor de Castella i Lleó. Fou germana per tant del rei Eduard II d'Anglaterra.
Es casà el 15 d'agost de 1282 per poders amb Alfons III d'Aragó, que el 1285 va esdevenir comte-rei de la Corona d'Aragó per la mort del seu pare Pere el Gran. D'aquest matrimoni no en nasqué cap fill ja que Alfons III va morir quan s'anaven a conèixer el 1291.
El 1293, dos anys després de quedar vídua, es va casar amb Enric III, comte de Bar, amb qui va tenir dos fills. Va morir l'agost de 1298 i és enterrada a l'abadia de Westminster.